# Nâdiya
Nadia Zighem, dite Nâdiya, est une chanteuse française, née le 19 juin 1973 à Tours, en Indre-et-Loire.

## Biographie

### Enfance et famille
Sa famille, originaire de Mostaganem en Algérie, arrive en France en 1962. Nadia Zighem naît le 19 juin 1973 à Tours, en Indre-et-Loire. C'est la plus jeune d'une famille de 6 enfants.
Douée pour l'athlétisme, elle s'oriente vers une section sport-études. Ainsi, elle est 3e en série du 800 m en 2 min 19 s 16 aux Championnats de France FFA en 1990, elle remporte le titre de championne de France junior FFA indoor du 800 mètres à Bordeaux en 1990, et à Liévin en 1991 en 2 min 15 s 08. Elle possède encore le record départemental du 400 mètres cadette d'Indre-et-Loire en 58 s 66.
Son frère Kader a été champion du monde de boxe française.

### Carrière musicale
À 20 ans, elle tente sa chance dans la musique et prend la décision d'aller à Paris. Elle participe en 1996 à l'émission Graines de star sur M6, qu'elle gagne trois fois.

#### 2001 - 2003:Changer les choses
En Février 2001, Nâdiya sort un premier single intitulé « J'ai confiance en toi » qui atteint la 38e position des classements Français. Son second single, « Chaque fois » sort en août 2001 et se place en 27e position. Si l'album «  Changer les choses » n'intègre pas le top Albums, Nâdiya est cependant nommée aux Victoires de la musique en 2002.

#### 2004 - 2005:16/9
En février 2004, Nâdiya sort la chanson Parle-moi, qui atteint la 2e position dans les classements français et dans lesquels elle restera 24 semaines. Parle-moi sera également classé 2e en Belgique et 11e en Suisse.
À la suite de ce premier succès, elle enregistre son second album intitulé 16/9 : sorti en juin 2004, il atteint la 6e place du Top Albums en France. Son fils Yanis, âgé de 5 ans, l'accompagne également sur une chanson de l'album Quand vient la nuit. Et c'est parti..., le second single en duo avec le rappeur Smartzee, connaît le succès dans la francophonie (n°5 en France, n°1 en Belgique) ainsi qu'aux Pays-Bas (n°14). Le vidéoclip de la chanson montre la chanteuse en boxeuse professionnelle, chantant sur le ring. Un dernier single, Si loin de vous, sort en décembre 2004. En 2005, l'album reçoit le prix du Meilleur album rap/hip-hop/R&B de l'année aux Victoires de la musique. Finalement, l'album dépasse les 500 000 exemplaires vendus . Nâdiya sort dans la foulée le DVD L'histoire en 16/9, qui comprend les clips des singles de l'album, un documentaire sur sa vie, des coulisses, des photos et un CD bonus avec des remixes de ses tubes.

#### 2006 - 2007:Nâdiya/La Source
Au début de 2006, Nâdiya retourne en studio pour enregistrer son troisième album. Le premier single, Tous ces mots est enregistré avec Smartzee, deux ans après Et c'est parti... : la chanson atteint la 2e place des charts français. L'album éponyme paraît le 5 juin 2006, et devient son premier album n°1 en France. Nâdiya déclare que l'album a des influences plus rock que ses deux précédents albums. Un deuxième single paraît, Roc, qui atteint la 2e place des ventes, suivi par Amies-Ennemies. Finalement, l'album atteint les 300 000 ventes.
Une compilation, La Source, sort en 2007, agrémenté de 5 titres inédits, dont le titre Vivre ou survivre. Elle participe également à un album d'Idir, La France des couleurs, sur le titre À mon père.

#### 2008 - 2010:Électron Libre
En 2008, Nâdiya rencontre le chanteur hispano-américain Enrique Iglesias avec qui elle chante sur le titre Tired of being sorry (Laisse le destin l'emporter). La chanson, n°1 en France et en Belgique pendant 11 semaines, est la meilleure vente de singles en France de l'année 2008.
L'album Électron Libre paraît en décembre 2008, soutenu par un duo avec l'ex-Destiny's Child, Kelly Rowland sur le titre No Future in the Past. En janvier 2009, Nâdiya est nommée au NRJ Music Awards dans les catégories « Duo » et « Artiste féminine francophone de l'année » mais n'est pas récompensée, contrairement à Enrique Iglesias qui reçoit le trophée de l'« Artiste masculin international ». Malgré la sortie d'un autre single, J'irai jusque-là, l'album ne rencontre pas le succès des précédents.
En 2009, Nâdiya part en tournée pour promouvoir son dernier album à travers la France et la Belgique. Parallèlement, elle chante pour la bande originale du dessin animé Sally Bollywood diffusé sur France 3. En mars 2010, elle devient marraine de la Ligue contre le cancer avec entre autres Grégoire, Christophe Pinna et Nicolas Charmet.
La chanteuse se produit le 26 juin 2010 à Madagascar pour célébrer les 50 ans de son indépendance.

#### 2011:Danse avec les stars
À l'automne 2011, elle participe à la deuxième saison de l'émission Danse avec les stars sur TF1, aux côtés du danseur Christophe Licata, et termine huitième de la compétition.

#### Depuis 2018: retour avec son propre label
Nâdiya annonce son retour avec la sortie du single Unity, produit par son propre label N4Z Records, premier extrait de l'album Odyssée à paraître le 22 février 2019. Un second single, Nirvana, paraît en août 2018, suivi par le titre Top, sorti le 11 janvier 2019 avec son clip.
Parallèlement, Nâdiya lance sa propre marque d'accessoires consacrée à l'art de vivre, DMYD (Detail Makes Your Difference) avec une gamme de bijoux, de bougies, de parfums d'intérieur et de soins cosmétiques.
En juillet 2019, elle devient l’ambassadrice de l’association Les Enfants de la Terre, créée en 1988 par Marie-Claire et Yannick Noah, présidée par Nathalie Noah.
En 2022, Nâdiya reprend son tube Roc en soutien aux femmes iraniennes en duo avec une artiste kurde, Baran.
En 2025, elle sort un nouveau single, DJ, en collaboration avec le rappeur Smartzee.

## Discographie
- 2001 : Changer les choses
- 2004 : 16/9
- 2006 : Nâdiya
- 2007 : La Source
- 2008 : Électron libre
- 2019 : Odyssée

## Tournées
- 2009 - 2010 : Nâdiya Tour (20 dates)
- 2014 : La Tournée en Or (9 dates)
- 2024 : I Gotta Feeling (14 dates)
- 2026 : Et c’est reparti tour

## Distinctions
| Année | Organisateur(s)         | Prix                                           | Résultat   |
| ----- | ----------------------- | ---------------------------------------------- | ---------- |
| 2002  | Victoires de la musique | Album de l'année (pour Changer les choses)     | Nomination |
| 2005  | Victoires de la musique | Album rap, hip-hop, R&B de l'année (pour 16/9) | Lauréate   |
| 2007  | NRJ Music Awards        | Artiste féminine francophone de l'année        | Nomination |
| 2009  | NRJ Music Awards        | Groupe/duo/troupe francophone de l'année       | Nomination |
| 2009  | NRJ Music Awards        | Artiste féminine francophone de l'année        | Nomination |